# Marie Anne Guerin
Pour les articles homonymes, voir Guérin.
Marie Anne Guerin, née en 1975 au Cateau-Cambrésis, est une écrivain et critique de cinéma française.

## Parcours
Ancienne étudiante de l'université Sorbonne Nouvelle - Paris 3, Marie Anne Guerin devient collaboratrice régulière des Cahiers du cinéma en septembre 1991, alors que Thierry Jousse en est le rédacteur en chef. Elle participe à la revue, comme rédactrice puis comme membre du comité de rédaction, de septembre 1991 à novembre 2003.
Elle y écrit sur les films de Jacques Rivette, Maurice Pialat, Lars von Trier, Tim Burton, Manoel de Oliveira, Bruno Dumont,  Chantal Akerman…, mais aussi sur Carl Theodor Dreyer ou Mikio Naruse. Elle réalise des entretiens avec des écrivains — Peter Handke (novembre 1991), Marc Cholodenko (1993), Jacques Roubaud (1993), Nathalie Sarraute (1994) —, puis autour des films soutenus par la revue et sur leurs acteurs — Bulle Ogier (1995), Laurence Côte, Marianne Denicourt et Nathalie Richard, Liv Ullman, Claude Chabrol (1995), Takeshi Kitano (1996, 1997), Benoît Jacquot, Stephen Frears, Vincent Lindon (1997), Isabelle Huppert (1997), Sandrine Kiberlain (1997), Olivier Assayas (2000) ou encore Paul Vecchiali (2002).
À partir de l'automne 1996, elle démarre une collaboration avec la revue Trafic, signant une vingtaine de textes sur Jacques Rivette, Jean-Marie Straub et Danièle Huillet, Tim Burton, Kelly Reichardt, Howard Hawks, jusqu’au dernier numéro en décembre 2021, et à la revue Vertigo, à partir de novembre 2002.
Entre septembre 2000 et septembre 2012, elle conçoit et anime des stages d'écriture critiques pour le Forum des images.
Au cours des années 2010, elle apparaît au cinéma dans La Femme du Ve de Paweł Pawlikowski, joue dans Biette de Pierre Léon, tient le rôle principal féminin et est directrice artistique de Skorecki devient producteur de Louis Skorecki, joue dans Tonnerre de Guillaume Brac ainsi que dans Porte sans clé de Pascale Bodet sorti en 2019.
Elle a donné des conférences à la Cinémathèque française (sur Alfred Hitchcock, Marguerite Duras, Gus van Sant, Le Silence…) et a été invitée à intervenir au Colloque de Cerisy sur l'écrivain Hélène Bessette, à propos de laquelle elle a publié un texte dans Anagnoste, Cahiers critiques de poésie (Marseille). Elle est  intervenue sur Serge Daney dans deux colloques, l'un à Liège et l'autre à l'université de Calabre à Rende, ainsi qu'à un colloque sur Jean-Claude Biette à Paris.
Marie Anne Guerin a créé un ciné-club avec Pierre Eugène, nommé Deux Dames sérieuses, où un film est programmé chaque mois au cinéma L'Archipel à Paris.

## Filmographie

### Actrice
- 2010 : Biette de Pierre Léon
- 2011 : La Femme du Ve de Paweł Pawlikowski
- 2013 : Skorecki devient producteur de Louis Skorecki
- 2013 : Tonnerre de Guillaume Brac
- 2017 : La Pimbêche à vélo de Nathanaëlle Viaux
- 2017 : Porte sans clé de Pascale Bodet
- 2021 : Simple Messieurs de Laurent Achard

## Publications (sélection)
- Le Récit de cinéma, Paris, Cahiers du cinéma/CNDP, coll. « Les Petits Cahiers », 2003, 96 p. (ISBN 978-2866423391)Ouvrage à destination des collèges sur le récit au cinéma[7].
- « Oh ! Cette coulante liquidité de l'air », dans Gaël Teicher (dir.), L'Internationale straubienne, Paris, Éditions de l'œil, 2016 (ISBN 9782351371909), p. 381-390
- Je te continue ma lecture, livre collectif sur Claude Royet-Journoud, Editions P.O.L.
- Album Cocteau, Centre national d'art et de culture Georges-Pompidou, 2003